# Kisbarcsa
Kisbarcsa (románul: Bârcea Mică) falu Romániában, Erdélyben, Hunyad megyében.

## Fekvése
Dévától 4 km-re délkeletre, a Cserna jobb partján fekszik.

## Lakossága
- 1785-ben 122 civil és kb. harminc határőr jogállású lakója volt. Ugyanazon évben 19 ortodox családfővel írták össze.[2]
- 1850-ben 235 lakosából 226 volt román, 5 magyar és 4 cigány nemzetiségű; 230 ortodox és 5 református vallású.
- 1910-ben 321 lakosából 243 volt román és 78 magyar anyanyelvű; 233 ortodox és 81 református vallású.
- 2002-ben 1351 lakosából 1060 volt román, 166 cigány és 115 magyar nemzetiségű; 1124 ortodox, 91 római katolikus, 52 pünkösdista és 44 református vallású. (A népesség látványos növekedése annak köszönhető, hogy itt írták össze a nagybarcsai börtön fogvatartottjait.)

## Története
1257-ben Ranoltu, 1365-ben Aprod, Aprodhaza és Aprodpalfolua, 1367-ben Aprodfalua alio nomine Felseubarcha, 1508-ban Kysbarcha néven említették.
1624-ben írták össze az elhunyt Bornemissza Tamás itteni udvarházának javait.
1765 után az orláti román határőrezredhez csatolták.
1875-ben állami, magyar tannyelvű iskolát létesítettek benne. 1885–1886-ban az állami iskolai tanító, a körjegyző és az alpestesi református lelkész rábeszésélére kb. 80 ortodox híve tért át a református vallásra. 1890-re építették föl református templomát.
A település a Magyar Néprajzi Atlasz egyik gyűjtőpontja volt.

## Látnivalók
- 18. századi Barcsay-udvarház.

## Képek

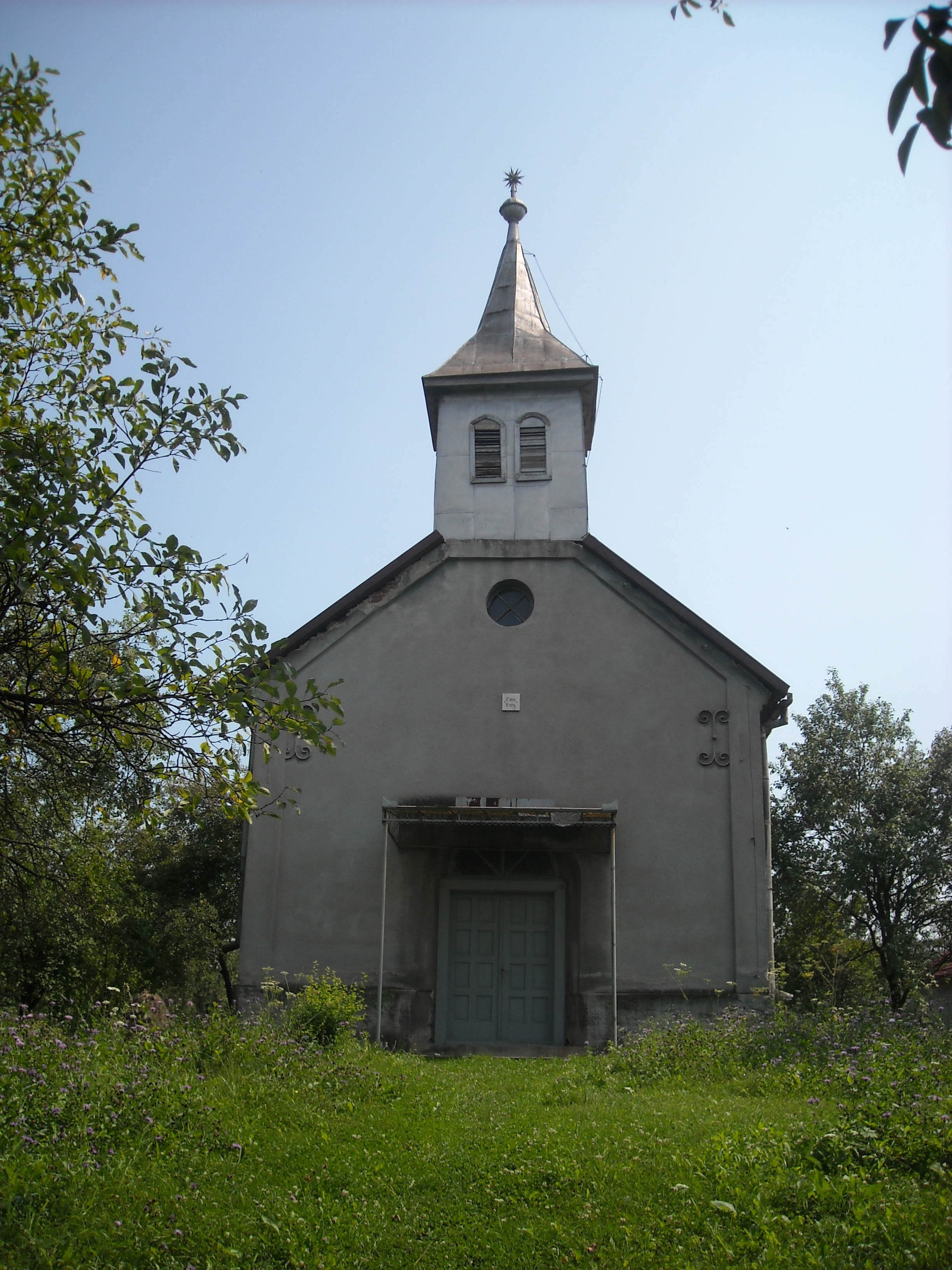
A református templom